# Gadolinite
La gadolinite, parfois aussi connue sous le nom d'ytterbite, est un minéral composé principalement de silicates de cérium, lanthane, néodyme, yttrium, béryllium et fer, de formule (Ce,La,Nd,Y)2FeBe2Si2O10.
On trouve de la gadolinite principalement en Suède, en Norvège et aux États-Unis (Texas et Colorado). On l'a nommée gadolinite en 1800, en l'honneur du minéralogiste et chimiste finlandais Johan Gadolin, qui avait le premier isolé l'oxyde d'yttrium à partir de ce minéral, en 1792. On distingue la gadolinite-(Ce) et la gadolinite-(Y) en fonction de l'importance de la composition de l'élément variable (cérium ou yttrium).